# ISO 3166-2:AN
ISO 3166-2:AN era il sottogruppo dello standard ISO 3166-2 riservato alle Antille Olandesi, dipendenza del Regno dei Paesi Bassi.

Lo standard ISO 3166-2, seconda parte dello standard ISO 3166, pubblicato dall'Organizzazione internazionale per la normazione (ISO), è stato creato per codificare i nomi delle suddivisioni territoriali delle nazioni e delle aree dipendenti codificate nello standard ISO 3166-1.
Nello standard ISO 3166-2 non era mai stato definito nessun codice per le Antille Olandesi.
Il codice ISO 3166-1 alpha-2 ufficialmente assegnato alle Antille Olandesi era AN prima che, con una riforma amministrativa attuata nel 2010, esse fossero separate in cinque diversi territori e che, quindi, il codice venisse cancellato dallo standard ISO 3166-1. Curaçao e Sint Maarten diventarono nazioni costitutive del Regno dei Paesi Bassi e furono loro assegnati i codici ISO 3166-1 alpha-2 CW e SX. Bonaire, Sint Eustatius e Saba diventarono delle municipalità speciali dei Paesi Bassi e fu loro assegnato il codice ISO 3166-1 alpha-2 collettivo BQ sotto il nome di Paesi Bassi caraibici o Isole BES.

## Modifiche
Le seguenti modifiche al sottogruppo sono state annunciate nella newsletter ISO 3166/MA dopo la prima pubblicazione dello standard ISO 3166-2 nel 1998:
| Newsletter      | Data                             | Descrizione della modifica nella newsletter                     |
| --------------- | -------------------------------- | --------------------------------------------------------------- |
| Newsletter II-3 | 2011-12-13 (corretto 2011-12-15) | Eliminazione del codice per uniformare ISO 3166-1 e ISO 3166-2. |